# Amtorg Trading Corporation
Die Amtorg Trading Corporation, auch bekannt als Amtorg (kurz für Amerikanskaja Torgovlja), wurde 1924 in den USA gegründet und vertrat dort die Interessen des sowjetischen Außenhandelsmonopols. Auch nachdem ein Handelsrat ein Büro in der sowjetischen Botschaft in Washington bezogen hatte, nutzte die UdSSR Amtorgs Dienste für den Großteil ihres US-Handels und für Berater-Tätigkeiten.
Aufgrund von technologischen Erfordernissen nahm für die Sowjetunion in den 1920er-Jahren der US-Handel eine wichtige Stellung ein. Er fand trotz einer grundsätzlich anti-sowjetischen Position der Vereinigten Staaten statt, die mit einer diplomatischen Anerkennung bis 1933 warteten. Jedoch auch dann gewährten sie einer sowjetischen Handelsvertretung nicht den gewünschten diplomatischen Status – sie kam dementsprechend nicht zustande. In den vorangegangenen Jahren war, mit Ausnahme der USA, das sowjetische Handelsmonopol von allen größeren Staaten anerkannt worden. Die wirtschaftlichen Beziehungen entwickelten sich aber auch ohne regierungsseitig geförderte oder abgesicherte Kredite, wie sie in Deutschland gängig waren.
Amtorg entstand aus einem Zusammenschluss der Arcos America Inc. mit der Products Exchange Corporation und firmierte in New York. Der größte Anteilseigner war die Außenhandelsbank der UdSSR, die übrigen Anteile gehörten Zentrosojus (Zentralverband der Konsumgenossenschaften) und zwei beim Unternehmen angestellten Sowjetbürgern. Der Geschäftszweck bestand darin, amerikanische Firmen in Kontakt mit den entsprechenden Unions-Außenhandelsvereinigungen zu bringen und die Verfahrensweisen im Sowjet-Außenhandel zu erläutern. Für solche Außenhandelsvereinigungen schloss Amtorg häufig Verträge ab, jedoch nie in eigenem Namen.

## Vorsitzender
- 1929–1933: Aaron Schejnmann